# Gabe Gardner
Gabriel Bryan Gardner (San Diego, 18 de março de 1976) é um jogador de voleibol dos Estados Unidos da América. Disputou os Jogos Olímpicos de 2008, em Pequim, onde a seleção estadunidense conquistou a medalha de ouro.

## Carreira
Antes de iniciar a carreira no voleibol, Gardner foi goleiro de polo aquático pela San Clemente High School, onde foi eleito "atleta do ano" na região em 1995. No ano seguinte já praticava o voleibol e em 1999 participou de sua primeira competição com a seleção nacional nos Jogos Pan-Americanos de Winnipeg.
Em 2004 participou da sua primeira Olimpíada em Atenas 2004, onde os Estados Unidos obtiveram a quarta colocação. Nos Jogos Olímpicos de Pequim em 2008, foi convocado novamente e dessa vez ajudou a sua seleção a conquistar a medalha de ouro. Pouco antes das Olimpíadas a seleção estadunidense já havia feito história ao conquistar o inédito título da Liga Mundial.
Gabe Gardner retirou-se da seleção nacional após as Olimpíadas de Pequim.